# À La Carte
A La Carte (фр. à la carte — согласно меню) — западногерманская диско-группа, образованная в 1978 году супружеской парой Тони Хендрик и Карин Хартман (в то время они работали продюсерами в корпорации Hansa International) на волне популярности в 70-е годы женских групп Arabesque, Silver Convention (ФРГ), Baccara (Испания), Maywood, Dolly Dots, Luv (Нидерланды). Стиль, манера исполнения и даже история развития с неоднократными заменами участниц практически ничем не отличается от Arabesque.

## История
В марте 1979 года выходит первый сингл группы «When the Boys Come Home» («Когда мальчики возвращаются домой»). Песня, которую исполняют три привлекательные девушки из Лондона Пэтси, Джулия и Элэйн, попадает в западногерманские чарты. A La Carte приглашают на съёмки в популярное телешоу «Musikladen»(«Музыкальный магазин»). В октябре 1979 года выходит второй сингл «Doctor Doctor (Help Me Please)», который также попадает в немецкие чарты (№ 28).
Перед записью третьего сингла в группе происходит первая замена — в группу приходят две новые девушки: Дженни Реншоу (Jenny Renshaw) и Денис Дистель (Denise Distelle). У обеих имена начинаются на «D», поэтому третья девушка (Patsy Fuller) из оригинального состава берёт себе псевдоним, в результате чего A La Carte это D.D.D. — Дженни, Джози и Джунид. В таком составе в марте 1980 они записывают сингл «Do Wah Diddy Diddy» — кавер-версию супер-хита 60-х Манфреда Манна, который поднимается в западногерманских чартах ещё выше (№ 22). В этом же году выходит их первый альбом «Do Wah Diddy Diddy Round». А сентябре выходит четвёртый сингл — «Ring Me, Honey», который становится крупным хитом в Голландии, Бельгии и странах Восточной Европы. К тому времени Денис уже заменила Кати Хамбл (Katie Humble).
В январе 1981 года происходит очередная замена двух участниц: вместо Пэтси Фуллер, последней участницы из оригинального состава, приходит кареглазая брюнетка Джой Мартин (Joy Martin), а Катю Хамбл заменяет голубоглазая блондинка Линда Даниэлс (Linda Daniels), и выпускается новый сингл «You Get Me on the Run». Затем записывается ещё три сингла, после чего выходит второй альбом группы альбом «Viva». Последняя песня — «In the Summer Sun of Greece» чуть позже выходит синглом и на его обложке видна очередная замена: вместо Линды Даниэлз в группу снова вернулась Кати Хамбл.
Запись выступления группы в программе ТВ ГДР «Темпо» (1981) с песней «Jimmy Gimme Reggae» была включена в новогоднюю программу ТВ СССР «Мелодии и ритмы зарубежной эстрады» 1 января 1982, после чего группа стала известна в СССР.
В июле 1982 года выходит очередной сингл «Ahé Tamouré», после чего подводится своеобразный итог работы группы: выходит первая компиляция — альбом «The Wonderful Hits of A La Carte». В сборник входят практически все известные хиты A La Carte, такие как «When The Boys Come Home», «In the Summer Sun of Greece», «Do Wah Diddy Diddy», «Ahé Tamouré», «Viva Torero» и другие.
В январе 1983 года выходит сингл «Radio», содержащий 2 новые песни, которые по непонятной причине так и не попали ни в один из альбомов. В сентябре выходит третий альбом группы «Rockin’ Oldies» и практически одновременно с ним новый сингл «On the Top Old Smokie».
В 1984 году выходит сингл «Jimmy Gimme Reggae», который представляет собой новую версию ранее выпущенной песни с первого альбома и добавлена новая песня — «Lightyears Away from Home». После выхода этого сингла группа прекратила своё существование. Практически одновременно с ней исчезает со сцены и группа Arabesque. Возможно это связано с тем, что на смену моде на сексапильных диско-герлс-бэнд пришла мода на мужские группы Modern Talking, Joy, London Boys, Silent Circle, Pet Shop Boys. У продюсеров Карина Ван Хартмана и Тони Хендрика появился новый проект — набирающая обороты группа Bad Boys Blue.
В 1989 году известный в Европе диджей Рэй Дорсет из Mungo Jerry предпринял попытку реанимации A La Carte. Он нашёл трёх молоденьких девушек, записал макси-сингл «Dancing in the Summertime» и двойной альбом (2LP) «Sun Sun Summertime», представляющий собой сборник наиболее популярных хитов середины и конца 80-х в режиме нон-стоп.
Через 10 лет, в 1999 году, на фоне всплеска интереса к диско-музыке начала 80-х, возвращения на сцену бывших популярных певцов (певиц) и воссоединения старых забытых диско-групп, концерн Hansa International выпустил новый сборник A La Carte «The Very Best» в котором были старые хиты группы в современной обработке.

## Состав

### Оригинальный состав
- Пэтси Фуллер (Patricia Fuller) — 1978—1980
- Джулия (Julia) — 1978
- Элейн (Elaine) — 1978

### Прочие участники
- Дженни Реншоу (Jennifer Renshaw) — 1979—1983, 2017 — настоящее время
- Денис Дистелл (Denise Distelle) — 1979
- Кати Хамбл (Katie Humble) — 1979—1980, 1982—1983, 2017 — настоящее время
- Линда Даниэлс (Linda Daniels) — 1980—1982
- Джой Мартин (Joy Martin) — 1980—1983, 2017 — настоящее время

## Дискография

### Альбомы
| Год  | Альбом                   | Лейбл                              |
| ---- | ------------------------ | ---------------------------------- |
| 1980 | Do Wah Diddy Diddy Round | Hansa, Ariola                      |
| 1981 | Viva                     | Coconut, Music-Box, Polydor, Hansa |
| 1983 | Rockin' Oldies           | Coconut                            |
| 1989 | Sun Sun Summertime       | Coconut                            |

### Синглы
- 1979 — When The Boys Come Home
- 1979 — Doctor, Doctor (Help Me Please)
- 1980 — Do Wah Diddy Diddy
- 1980 — Ring Me, Honey
- 1980 — Jimmy Gimme Reggae (Бразилия)
- 1981 — You Get Me On The Run
- 1981 — River Blue
- 1981 — Have You Forgetten (Wolga Song)
- 1981 — Viva Torero
- 1982 — In The Summer Sun Of Greece
- 1982 — Ahé Tamouré
- 1983 — Radio
- 1983 — On Top Of Old Smokie
- 1984 — Jimmy Gimme Reggae
- 1989 — Dancing In The Summertime — Sunshine Hit Collection (& Mungo Jerry)
- 1998 — The Hit Mix 1998
- 1999 — Do Wah Diddy Diddy '99
- 2016 — Ring Me Honey 2016

### Сборники
- 1982 — The Wonderful Hits Of A La Carte
- 1999 — Best Of
- 1979 — … The Very Best '99
- 1979 — Dance Superhits
- 2003 — The Best Of À La Carte (Бразилия)
- 2004 — Greatest Hits — Hit Collection Vol.1
- 2010 — Do Wah Diddy Diddy Round & Viva (2 CD)